# Thymoites sarasota
Thymoites sarasota är en spindelart som först beskrevs av Levi 1957.  Thymoites sarasota ingår i släktet Thymoites och familjen klotspindlar. Inga underarter finns listade i Catalogue of Life.